# Anton Halm
Anton Halm (Haselberg Töschlitz, Àustria, 5 de juny de 1789 - Viena, 6 d'abril de 1872) fou un compositor i pianista austríac.
Fill d'un pare hostaler. Pels anys 1808 a 1811 Halm era un oficial de l'Exèrcit Imperial. Després de treballar com a professor de piano Graz (on va rebre la seva formació musical), des de 1813 fins a 1815 va romandre principalment a la llar d'una família noble hongaresa com a professor de piano.
Formant part del Congrés de Viena el 1815, arribà aquesta ciutat, on conegué a Beethoven. El 1826 feu en nom de l'editorial Artaria una versió per a piano a quatre mans de la "Gran Fuga" Opus 133 de Beethoven (Beethoven es disgustà i, finalment, en va fer una transcripció per a piano escrita a mà).
Halm treballà a Viena fins a la seva mort com un compositor i professor de piano. Entre sus deixebles va tenir, Julius Epstein, Stephen Heller i Adolf von Henselt.
En la llista d'obres d'Anton Halm es troba al costat de composicions per a piano i música de cambra, la Missa en mi bemoll major. També proporcionà una variació sobre un vals d'Anton Diabelli, etc.